# 飯泉幸夫
飯泉 幸夫（いいずみ　たかお、1953年1月3日- ）は、日本の映画監督。東京都出身。身長cm、血液型A型。株式会社アイ・エム・ティ 代表取締役。別名：北沢 幸雄・飯泉 大。

## 映画

### 製作
- 2005年 「AZA-ARI」 Tricon ... プロデューサー
- 2015年 「凶愛」 (株)アイ・エム・ティ ... プロデューサー
- 2016年 「後妻業の悪女」(株)アイ・エム・ティ…プロデューサー
- 2016年 CS「あなたといく酒と温泉ふたり旅」(株)アイ・エム・ティ…プロデューサー
- 2016年 CS「丸純子のおいしいひとり酒」(株)アイ・エム・ティ…企画・製作
- 2017年 CS 4K作品「あなたといく酒と温泉ふたり旅2~3」(株)アイ・エム・ティ…プロデューサー
- 2017年 CS 4K作品「丸純子のおいしいひとり酒2」(株)アイ・エム・ティ…企画・製作
- 2021年 映画「a20153の青春」(株)アイ・エム・ティ　製作・配給・プロデューサー
- 2022年 映画「こわれることいきること」(株)三英堂商事/(株)アイ・エム・ティ　製作・配給・プロデューサー

### 監督
- 1986年「現役女子大生　下半身ＦＯＣＵＳ」 にっかつ  北沢幸雄（名）
- 1986年「ＯＬハンター　女泣かせの指」 にっかつ  北沢幸雄（名）
- 1987年「ハードレイプ」 にっかつ  北沢幸雄（名）
- 1987年「処女のキスマーク」 にっかつ  北沢幸雄（名）
- 2005年「AZA-ARI」 Tricon  北沢幸雄（名）
- 2015年 「凶愛」 (株)アイ・エム・ティ 北沢幸雄(名)
- 2016年「後妻業の悪女」(株)アイ・エム・ティ　北沢幸雄(名)
- 2021年 「a20153の青春」(株)アイ・エム・ティ　北沢幸雄(名)
- 2022年「こわれることいきること」(株)アイ・エム・ティ　北沢幸雄(名)

### 脚本
- 2005年「AZA-ARI」 Tricon  北沢幸雄（名）
- 2015年 「凶愛」 (株)アイ・エム・ティ 北沢幸雄(名)
- 2016年 「後妻業の悪女」協同脚本　北沢幸雄(名)
- 2021年 「a20153の青春」脚本　北沢幸雄(名)
- 2022年「こわれることいきること」(株)アイ・エム・ティ　北沢幸雄(名)

### 編集
- 2005年「AZA-ARI」 Tricon  北沢幸雄（名）
- 2015年 「凶愛」 (株)アイ・エム・ティ 北沢幸雄(名)
- 2016年 「後妻業の悪女」(株)アイ・エム・ティ　北沢幸雄(名)
- 2021年 「a20153の青春」(株)アイ・エム・ティ　北沢幸雄(名)
- 2022年「こわれることいきること」(株)アイ・エム・ティ　北沢幸雄(名)